# باري سنكلير
باري سنكلير (23 أكتوبر 1936 بويلينغتون في نيوزيلندا - 10 يوليو 2022) (بالإنجليزية: Barry Sinclair)‏ هو لاعب كريكت نيوزلندي. شارك مع منتخب نيوزيلندا الوطني للكريكت.

## وصلات خارجية
- باري سنكلير على موقع إي آس بي آن كريك إنفو (الإنجليزية)